# La venganza de Ira Vamp
La venganza de Ira Vamp es una película dirigida y escrita por Álvaro Sáenz de Heredia, producida por Enrique Cerezo y protagonizada por Josema Yuste y Florentino Fernández. Basada en la obra The Mystery of Irma Vep de Charles Ludlam, la línea de la historia es similar a la de la obra de teatro Una pareja de miedo. Se estrenó el 17 de junio de 2010.

## Críticas
Las críticas son muy negativas como en el caso de Jerónimo José Martín en La linterna, que definía así la película con  * (sobre 4):"Álvaro Sáenz de Heredia retorna con esta penosa adaptación cinematográfica de la obra teatral “Una pareja de miedo”, inspirada a su vez en “The Mistery of Irma Vep”, de Charles Ludlam. No sé como fue “Una pareja de miedo” pero, desde luego, este filme carece de ritmo, su guion no merece tal nombre, la mayoría de los golpes de humor no tienen gracia, sobra sal gruesa por todas partes y todos los actores están sobreactuados. Sólo de salva de la quema Chiquito de la Calzada, inmenso en su breve aparición. O Antonio G. Armas que lo definía así en multicine con una valoración de * (sobre 10):"Josema Yuste (ex genial de Martes y Trece) y Florentino Fernández firman el cartel de una comedia titulada La venganza de Ira Vamp. Eso tiene que merecer la pena. Pues sencillamente no. Se trata de una película ante la cual hay que sentir terror antes de entrar en la sala de cine y escapar de ella rápidamente. El que les escribe sigue preguntándose cómo es posible que Florentino Fernández y Josema Yuste se unieran para protagonizar una película tan rematadamente "floja" (por no decir otra cosa peor. Aburridamente absurda. Desagradable de ver y con un humor al cual no hay por donde cogerlo."

## Taquilla
Se estrenó con 255 copias, recaudando 168.856 euros teniendo un paupérrimo promedio de 621,80 por cine. En su segunda semana con 278 copias ha recaudado 51.000 euros disminuyendo un 70%, debido a la críticas, el poco interés del público en ella y su mala calidad.